# Зейдермер
Зейдермер (нід. Zuidermeer) — село в нідерландській провінції Північна Голландія. Входить до муніципалітету Коггенланд.
Його площа становить 6,59 км², а населення станом на 2021 рік складало 545 осіб.
Перша згадка про населений пункт датується 1665 роком. 1898 року було збудовано залізничну станцію, яка обслуговувала село до закриття у 1938.

## Галерея

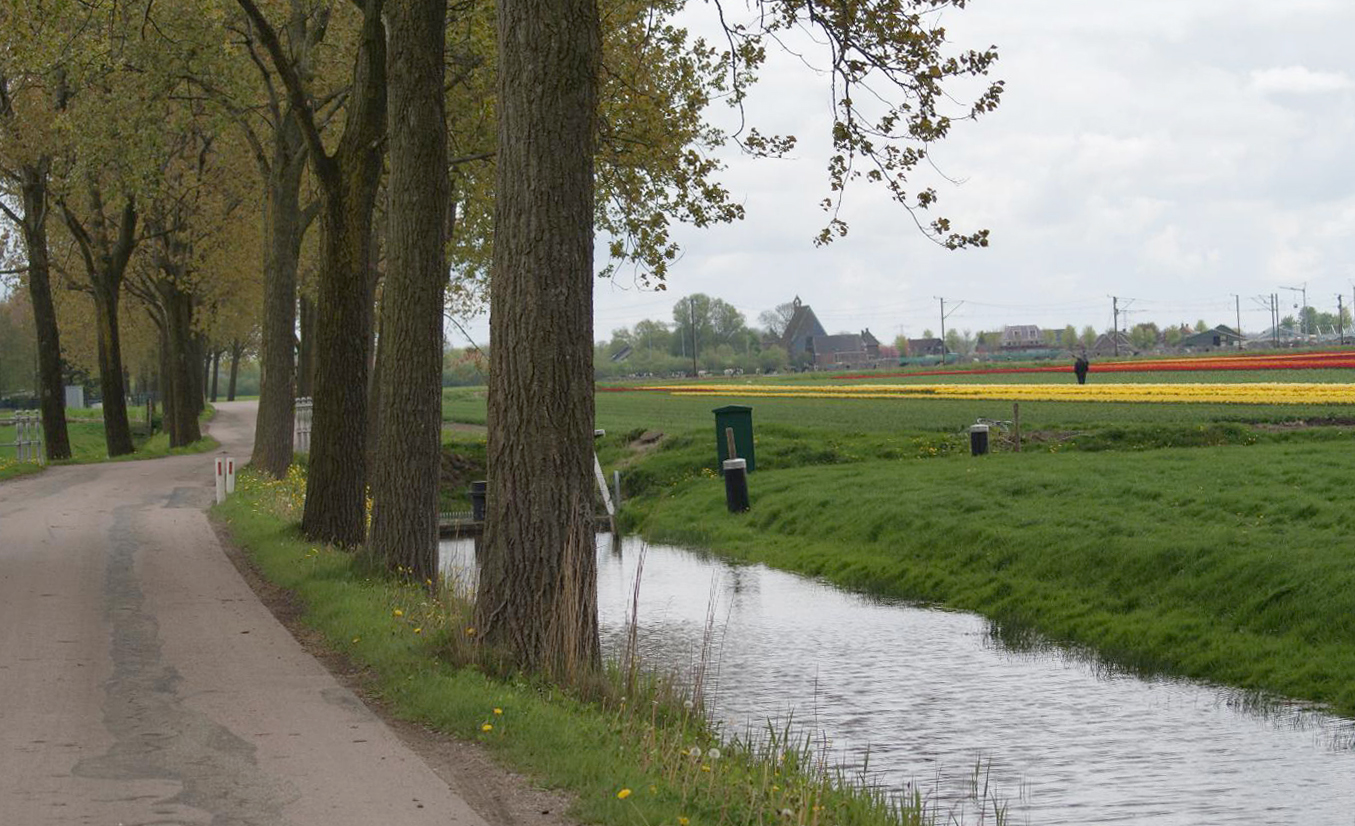
Сільська дорога
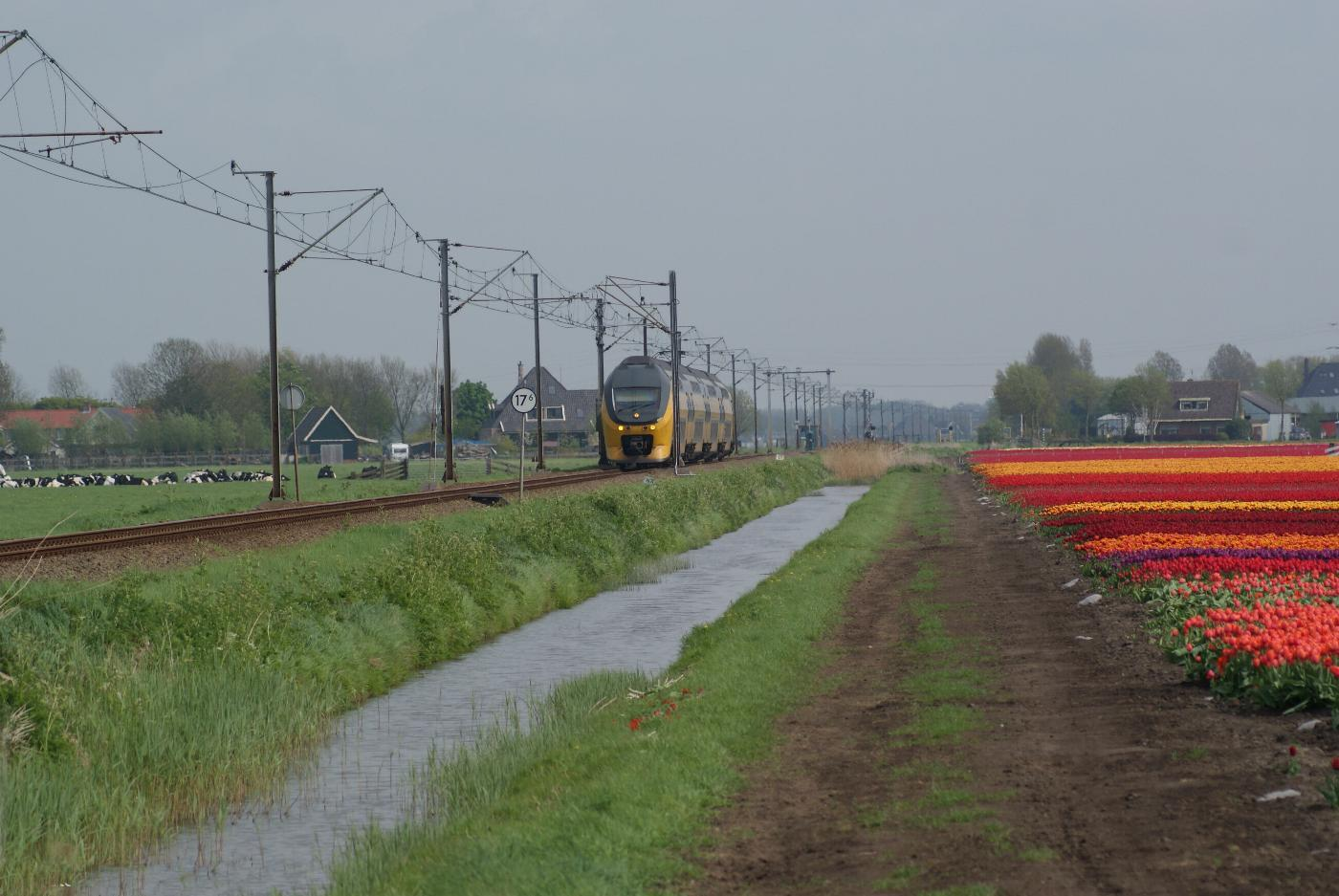
Сільська панорама